# Tremolo (effetto)
Il tremolo è un effetto a pedale elettronico che simula l'apertura e la chiusura graduale del potenziometro del volume della chitarra elettrica.
Può essere impostato in modo da avere differenti frequenze di ripetizione.
Non va confuso col ponte tremolo.